# 투카노어족
투카노어족(Tucanoan, Tukánoan)은 콜롬비아, 브라질, 에콰도르, 페루에 분포하는 어족이다.

## 분류
투카노어족에는 약 25개의 언어가 속한다.
- 서투카노어파[2]
  - 코레과헤어 (카케타어, 코레와헤어)
  - ?타마어 †
  - 나포어군
    - 오레혼어 (코토어, 파요과헤어, 파야과어, 파요와헤어, 파야와어, 마이흥키어)
    - 시오나·세코야어군 (나포상류어군)
      - ?마카과헤어 (카카와헤어, 피오헤어) †
      - 시오나어 (시오니어, 피오헤어, 피오체·시오니어, 테테테어)
      - 세코야어 (피오헤어, 시오나·세코야어)
- 중앙투카노어파
  - 쿠베우어 (코베와어, 쿠베와어)
  - 타니무카어 (레투아랑어)
- 동투카노어파
  - 남동투카노어군
    - 마쿠나어 (부하가나어, 와하나어, 마쿠나·에룰리아어, 마쿠나어)
    - 바라사나어 (파네로아어, 에두리아어, 에둘리아러, 코메마차어, 하네라어, 타이바노어, 타이와에노어, 타이와노어)

  - 중동투카노어군
    - ?유푸아어 †
    - 데사노어, 시리아노어
    - 바라어군: 와이마항어, 유루티어, 투유카어 (포캉가어, 파캉어, 테후카어, 테유카어, 바라어)
    - 타투요어, 피사미라어, 카라파나어

  - 북동투카노어군
    - 투카노어 (투카나어, 다세아어)
    - 와나노어 (와나나어, 과나노어, 코테디아어, 코티리아어, 와나나·피라어)
      - 피라타푸요어 (와이키나어, 우이키나어)
- ?미리티어 †
- ?쿠에레투어 †
- ?야우나어 (하우나어) †

대부분의 언어는 콜롬비아에서 사용되고 있거나, 한때 사용되었다.

## 같이 보기
- 투카노족

## 참고 문헌
- Campbell, Lyle. (1997). American Indian languages: The historical linguistics of Native America. New York: Oxford University Press. ISBN 0-19-509427-1.
- Kaufman, Terrence. (1990). Language history in South America: What we know and how to know more. In D. L. Payne (Ed.), Amazonian linguistics: Studies in lowland South American languages (pp. 13–67). Austin: University of Texas Press. ISBN 0-292-70414-3.
- Kaufman, Terrence. (1994). The native languages of South America. In C. Mosley & R. E. Asher (Eds.), Atlas of the world's languages (pp. 46–76). London: Routledge.